# Oolitic
Oolitic es un pueblo ubicado en el condado de Lawrence en el estado estadounidense de Indiana. En el Censo de 2010 tenía una población de 1184 habitantes y una densidad poblacional de 583,84 personas por km².

## Geografía
Oolitic se encuentra ubicado en las coordenadas 38°53′33″N 86°31′31″O / 38.89250, -86.52528. Según la Oficina del Censo de los Estados Unidos, Oolitic tiene una superficie total de 2.03 km², de la cual 2.03 km² corresponden a tierra firme y (0%) 0 km² es agua.

## Demografía
Según el censo de 2010, había 1184 personas residiendo en Oolitic. La densidad de población era de 583,84 hab./km². De los 1184 habitantes, Oolitic estaba compuesto por el 98.73% blancos, el 0.25% eran afroamericanos, el 0% eran amerindios, el 0.25% eran asiáticos, el 0% eran isleños del Pacífico, el 0.17% eran de otras razas y el 0.59% pertenecían a dos o más razas. Del total de la población el 1.01% eran hispanos o latinos de cualquier raza.